# استان برج بوعریریج
| استان برج بوعریریج             | استان برج بوعریریج |
| ------------------------------ | ------------------ |
|                                |                    |
| Algeria-Bordj Bou Arreridj.png |                    |
| کشور                           | الجزایر            |
| مساحت                          | ۴٬۱۱۵ کیلومتر مربع |
| جمعیت                          |                    |
| جمعیت                          | ۶۳۴٬۳۹۶            |
| تراکم جمعیت                    | ۱۵۴٫۲/کیلومتر مربع |
| شمارگان                        |                    |
| شمارهٔ استان                    | ۳۴                 |
| پیش‌شمارهٔ تلفنی                 | ۰۳۵                |
| تعداد فرمانداری‌ها              | ۱۰                 |
| تعداد شهرستان‌ها                | ۳۴                 |
| کد پستی                        |                    |

برج بوعریریج نام استان سی‌وچهارم کشور الجزایر است.

## جغرافیا
این استان در شرق الجزایر و ۲۰۰ کیلومتری شهر الجزیره قرار دارد.
یکی از شهرهای این استان نیز برج بوعریریج نام دارد.
این استان به خاطر صنایع الکترونیک و مردم خونگرمش معروف گشته‌است.